# 마리아 스크워도프스카 퀴리 박물관
마리아 스크워도프스카 퀴리 박물관(폴란드어: Muzeum Marii Skłodowskiej-Curie)은 폴란드 바르샤바에 있는 박물관이다. 폴로늄과 라듐이라는 화학 원소를 발견한 폴란드의 노벨상 수상자 마리아 스크워도프스카 퀴리의 삶과 업적을 기념하기 위해 만들어졌다. 마리아 스크워도프스카 퀴리가 태어난 18세기 임대 주택에 들어서 있다.
마리아 스크워도프스카 퀴리의 탄생 100주년을 맞아 폴란드 화학 협회에서 1967년에 설립했다.